# 感電 (米津玄師の曲)
「感電」（かんでん）は、日本のシンガーソングライター・米津玄師の楽曲。楽曲は米津によって作詞作曲され、TBSテレビ金曜ドラマ『MIU404』の主題歌として書き下ろされた。フィジカルでは2020年8月5日にリリースされた米津の5枚目のスタジオ・アルバム『STRAY SHEEP』に収録され、アルバムより先行して同年7月6日にSME Recordsより、各種音楽配信サービスにてリリースされた。

## 背景
2020年6月26日より放送されていたTBS系金曜ドラマ『MIU404』の主題歌として書き下ろされた。『MIU404』は演出家の塚原あゆ子、脚本家の野木亜紀子、プロデューサーの新井順子ら、かつて米津が楽曲「Lemon」を描き下ろした同局制作の金曜ドラマ『アンナチュラル』のスタッフが再結集し制作された。当初は同年4月10日より放送開始が予定されており、この放送で「感電」が解禁となる予定だったが、新型コロナウイルスの流行の煽りを受け、初回放送は6月26日まで延期された。これに伴い、同日のドラマ第1話放送にて解禁となった。
作曲にあたり、米津は『MIU404』の第1・2話の脚本を読み、いろいろな連想をもとに作り上げた。ドラマ内容が警察の話であることから、『太陽にほえろ!』などの昭和の刑事ドラマの音楽のような、ホーンセクションを前面に出した曲調をイメージした。米津はホーンを前に出すタイプの曲をそれまでやっておらず、その制作に「新しいところに到達できるんじゃないかという予感」を込めた。また脚本に車の中の場面が多くあったため「車で流して気持ちいいものを作りたい」、「作中の二人の関係性を軽妙かつやるせなく表現できたら」と考えて作り上げた。
当初のタイトルは「犬のおまわりさん」で、歌詞に犬と猫の鳴き声が含まれるところは最初にできた部分であった。ただし既存の同名曲があるため、最終的にタイトルは「感電」となった。米津はこれまでもドラマ主題歌をいくつか手掛けているが、劇中の描写にはまる作風は、米津がもともと物語の流れを音楽で表現するタイプの作家で、主題歌を作ることが自分自身の資質に近いところがあるためと自己分析している。

## 楽曲構成
楽曲は作詞、作曲を米津が自ら手がけた、ホーンセクションに端を発する軽快なファンクナンバーである。編曲は「海の幽霊」「馬と鹿」の制作に参加した坂東祐大と米津の共同である。一聴すると洒脱な曲調であるが、随所には犬や猫の鳴き声、エレクトリックなアラームなどサンプリングトラックが挿入されている。録音には音楽ユニットMELRAW HORNS、ギタリストの関口シンゴ、ヒップホップユニット韻シストに所属するベーシストのShyoudog、チェリストの飯島哲蔵、ドラマーの石若駿らが参加した。

## ミュージック・ビデオ

### 内容
楽曲のミュージック・ビデオは写真家の奥山由之を監督とするチームによって制作された。映像は『MIU404』劇中の機捜分駐所がある芝浦署と練馬区のとしまえんにて撮影され、車に乗った人物の主観映像を主軸に米津と銀装束のダンサーが歌い踊り、曲調や歌詞と密接にリンクした些末な演出が連続するファンキーな調子で構成される。

### リリースと反響
ミュージック・ビデオは2020年7月10日の23時、『MIU404』の第3話のテレビ放送終了直後に米津のYouTube公式チャンネルで公開された。その約5時間前、公式チャンネルではこれまで公開された動画のサムネイルがすべて予告なく「404 NOT FOUND」の画像に変更され、さらに「404 NOT FOUND」と銘打たれた4分4秒間の映像が公開された。映像はサムネイルの画像と、羊の絵文字が並ぶ画像が乱れる構成であった。この映像は羊の絵文字をモールス信号放送として利用した通称「メールス信号」で解読すると「K-A-N-D-E-N-M-V-2-3-0-0-K-O-U-K-A-I-D-E-S-U」（感電・MV・23:00・公開です）を表していた。Twitterでは動画のアップロード直後よりファンによる様々な考察が飛び交い、一部では正解を言い当てるユーザーも散見した。ミュージック・ビデオは予告通り公開され、公開から約1時間50分で100万回再生を突破した。これは「Flamingo」が3時間でミリオン突破した記録を塗り替える数値で、リリース当初はアクセス集中が原因で一時的にアナリティクスが停止するほどの反響であった。
その後、自身最速の4日と7分で1000万回再生を突破した。
この企画は「2020 60th ACC TOKYO CREATIVITY AWARDS」メディアクリエイティブ部門でグランプリ（総務大臣賞）を受賞している。
同年11月14日にはミュージック・ビデオが1億回再生を突破した。投稿日から127日目での達成となり、米津の手掛ける楽曲の再生数1億回は14作目となった。
2023年1月30日にはミュージックビデオの再生回数が2億回を突破し、米津の2億回再生突破楽曲は7作目となった。

## ドラマでの使用
『MIU404』では『アンナチュラル』における「Lemon」同様、放送時に主題歌が流れるタイミングは重視されており、第1話ではラスト5分のクライマックスで、主人公たちが犯人を挟んで対峙し、BGMのないシーンからホーンセクションが響くスタートだった。またそれに続く祖母と孫娘のシーンでは、2行分の短いト書きだったシーンの尺を演出時に長くして、歌詞の「きらめき」という言葉の部分に、孫娘が水たまりを踏み光がきらめく画面を合わせている。ほかにも主人公たちが手を取り合って水槽に落ちる瞬間に流れたり、2回のサビそれぞれにシーンを合わせるといった演出がなされた。

## 反響

### チャート成績
楽曲は2020年7月6日より各種音楽配信サービスでリリースされ、オリコンのデイリーデジタルシングルチャートでは初日に57642ダウンロードを記録した。このダウンロード数値は2020年内のデイリーポイントとして最多を更新する記録であった。楽曲は7月20日付けの各チャートに初登場し、オリコンのデジタルシングルランキングでは153490ダウンロードを記録して1位、合算シングルランキングでは音楽配信のポイントのみで=LOVEの「CAMEO」に次ぎ3位にランクインした。同日付けのBillboard Japanのチャートでも、Hot 100チャートではTWICEの「Fanfare」に次ぐ2位、Top Download SongsとHot Buzz Songでは単独1位に登場した。
2020年11月、ストリーミングでの累計再生回数が1億回を突破した。Billboard JAPANにおけるチャートイン17週目での達成で、自身初となる1億回再生突破楽曲となった
2023年1月、ストリーミングでの累計再生回数が3億回を突破した。Billboard JAPANにおけるチャートイン129週目での達成で、自身初となる3億回再生突破楽曲となった

### 認定と売上
|                | 認定（RIAJ）       | 売上 / 再生回数    |
| -------------- | ------------------ | ------------------ |
| ダウンロード   | ダブル・プラチナ   | 499,084 DL         |
| ストリーミング | トリプル・プラチナ | 300,000,000 回再生 |

### 受賞
- 第105回ザテレビジョンドラマアカデミー賞 ドラマソング賞（2020年）[42]